# 小樽妙見市場
小樽妙見市場（おたるみょうけんいちば）は、北海道小樽市花園にあった市場。1964年（昭和39年）に開業した。小樽最古の市場である手宮市場（1917年開店、2018年3月に閉店）や、戦中をルーツとする小樽中央市場や小樽三角市場と比べると、比較的新しい市場である。地域の住民たちに親しまれ、観光客にも人気を博していたが、大型店との競合、店の経営者の高齢化などにより市場内の店舗の廃業が相次ぎ、建物の老朽化を理由として  、2020年3月に廃業した。

## 沿革
戦後間もない1946年（昭和21年）、樺太や中国からの引揚者たちが、小樽市内を流れる妙見川下流の河口付近に開いた露店が始まりである。当時は「妙見川市場」と呼ばれ、川の脇に掘っ建て小屋を連ねて建てられていた。
1950年には、小樽市中心部の道路拡幅を目的にした中心都市再開発により、国道をはさんだ約300メートル上流の地点に移転した。この時点で170の店舗があり、全店舗を収容可能な場所が川の上しかなかったために、川の上にバラックの市場が造られた。移転後の店舗棟内は、当時は「スーパーより品物が豊富」といわれた。この建物が1962年に、台風に伴う洪水で流された後、1964年に、小樽市営市場「小樽妙見市場」として再建された。
鮮魚をはじめ、青果、惣菜など、さまざまな物が揃う市場であり、地元の住民の生活には不可欠な存在であった。1975年頃までは、小樽で捕れた鮮魚を岩見沢や滝川など空知方面に行商する「ガンガン部隊」の仕入れ先としても活用された。料理方法を教えるなど、何気ない会話ができることも魅力の一つであった。1990年代には、旅行ガイドに「人情味ある雰囲気を味わえる」と紹介され、観光客にも人気を博した。
板付き蒲鉾にも似た市場の建物も特徴的であり、その建物が川の上に建てられていることも全国的に見て珍しい特徴であった。イラストレーターの今村敏明も、小樽を訪れて初めて妙見市場を目にして、建物の形に驚き、その建物が川の上にあると知って2度驚いたという。
著名人では、ニッカウヰスキーの創業者である竹鶴政孝とリタの夫妻が、三角市場、入船市場、中央市場と共に、食材の仕入れのためにしばしば訪れていたという。西洋史学者の阿部謹也も、1960年代半ばから10年以上にわたって小樽に在職していた頃に、妻と共に妙見市場へ、新鮮な食材を求めに行った思い出を語っている。
1993年に市場横の歩道橋の袂に設置された小便小僧「妙見小僧」も、女子中高生や観光客のカメラに納まる人気ぶりであった。小樽出身の元郵政大臣・箕輪登により寄贈されたものである。草花が茂る奥の目立たない場所にあったが、「かわいい」と声をあげる人や、おにぎりを供える高齢女性までいた。冬季は放水が休止されていたが、新たな観光名所となった後、冬季はサンタクロースを彷彿させる赤い衣装に衣装替えされて、観光客の目を楽しませた。

## 閉業
最盛期の170の店舗があったものの、1980年代の大型店の進出の影響を受けて、廃業が続出した。市場商業共同組合理事長も「市中心部に大型スーパーができてから、売上が2割から3割は減った」と語っていた。1990年代には後継者不足や高齢化といった問題もあり、四半世紀で店舗は半減し、1995年には52店にまで減少した。
廃業が相次ぎ、建設当初の3棟の内の約半数が空き店舗となったことから、比較的店舗が多い山側の棟に店舗をまとめることになり、2001年に鮮魚店など7店舗が他の2棟から移転、他の2棟は閉鎖、2012年に撤去された。「新生市場」として特売を行ったことで、一時は客数が倍増したが、その後も廃業が相次ぎ、2019年には常設店はわずか5店となった。
2020年3月、市場全体の営業の終了が決定した。建物の老朽化、および店舗が減り維持管理費が賄えないこと、河川法の規定により川の上での建て替えが困難であることが理由である。3月18日から31日にかけて最後の大売り出しが行われ、商品が特価で販売され、常連客が絶え間なく訪れた。最終日の31日には、常連客がなじみの店主に花束やプレゼントを渡して、別れを惜しんだ。
最後まで営業していた5店のうち3店は、小樽中央市場や市内の別の場所へ移転、残る2店は市場閉鎖とともに廃業した。廃業店の一つである干物店は、廃業直前に全国から多数の注文が舞い込み、閉店後も4月初めまで発送作業に追われ、常連客には「これからどこで魚を買えばいいの」と怒られたという。
2020年12月下旬から、市場の解体工事が開始された。観光名所であった妙見小僧も、市場の人々の高齢化と共に、小僧の周りに生い茂る草木を刈る人手も不足したことから、同2020年6月に撤去された。